# Udayagiri und Khandagiri

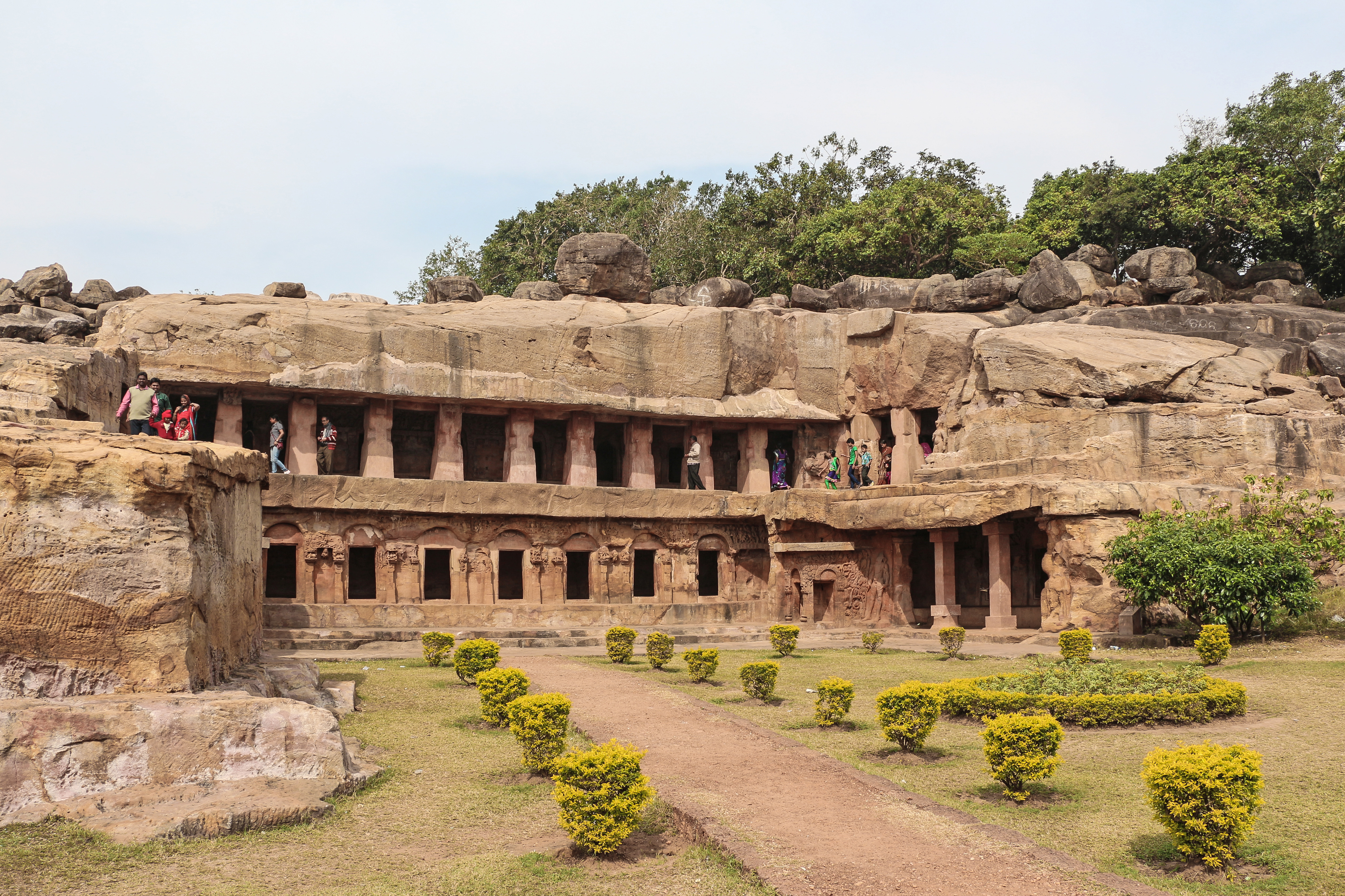
Udayagiri, Höhle Nr. 1 (Rani Gumpha)

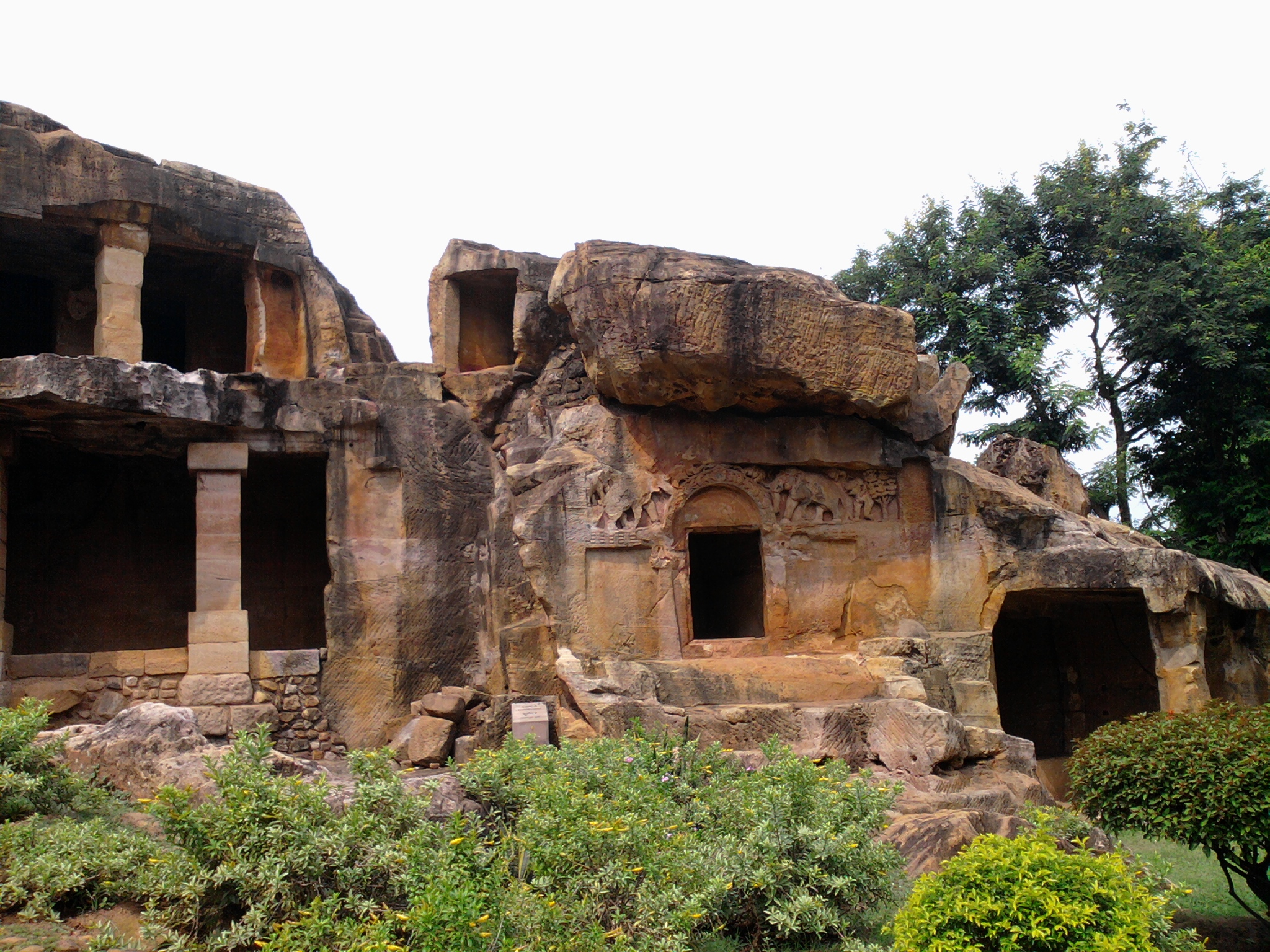
Höhle Nr. 3 (Chota Hathigumpha)

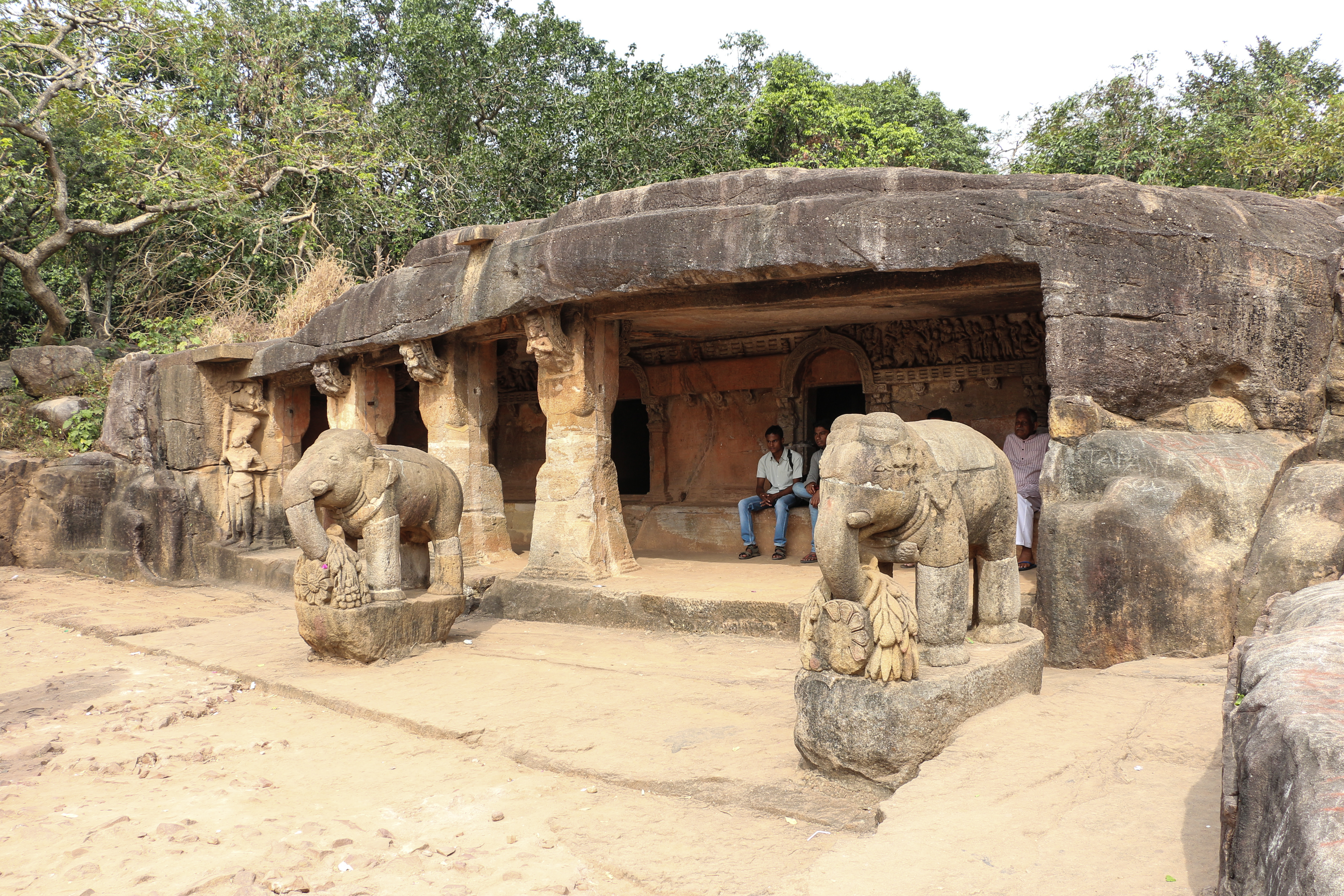
Höhle Nr. 10 (Ganeshagumpha)

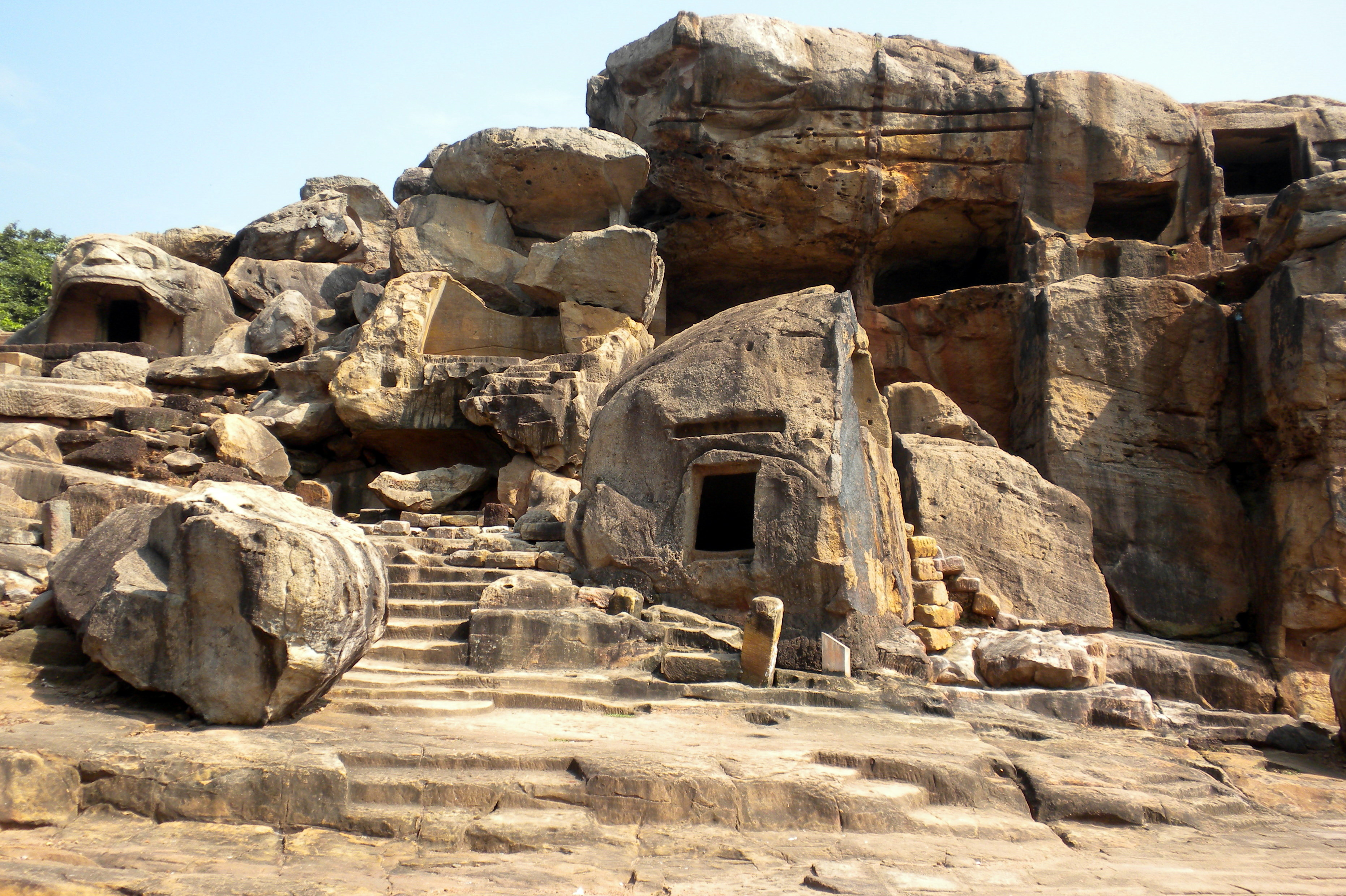
Udayagiri, Einzelzellen mit
Höhle Nr. 12 (Vyaghragumpha)

Die Udayagiri- und Khandagiri-Höhlen bei Bhubaneswar im Bundesstaat Odisha gehören zu den ältesten Höhlenklöstern Indiens. Der Komplex sollte nicht verwechselt werden mit der etwa 60 km in nordöstlicher Richtung entfernten buddhistischen Klosteranlage Udayagiri.

## Lage
Die einander im Abstand von etwa 100 m gegenüberliegenden Udayagiri- und Khandagiri-Höhlen befinden sich in einem felsigen Gelände etwa 10 km (Fahrtstrecke) südwestlich der Stadt Bhubaneswar und sind mit Taxis gut zu erreichen.

## Geschichte
Folgt man den erhaltenen Inschriften, so ist der aus etwa 33 Höhlen bestehenden Komplex – anders als die meisten Höhlenklöster Indiens – ausschließlich der Religion des Jainismus zuzuschreiben. Wegen der Nennung von Herrschernamen (der älteste ist der von König Kharavela aus der Chedi-Dynastie) können diese Inschriften und damit auch einige der Höhlen ins 3. und 2. Jahrhundert v. Chr. datiert werden. Da kaum stilistische Unterschiede zu erkennen sind, werden die übrigen Höhlen zumeist in dieselbe Zeit oder geringfügig später datiert. Eine der spätesten Anlagen ist wahrscheinlich der obere Teil der doppelgeschossigen Höhle Nr. 1 (Rani Gumpha). Die Anlage wurde wahrscheinlich in späterer Zeit von Hindu-Asketen übernommen, geriet aber irgendwann in Vergessenheit und wurde erst im Jahr 1825 durch einen britischen Offizier ‚wiederentdeckt‘.

## Architektur
Die Udayagiri- und Khandagiri-Jain-Höhlen unterscheiden sich grundsätzlich von den Höhlen des Dekkan – sie kennen keine Tiefenräumlichkeit, die vor allem dem gemeinschaftlichen Geist und Zusammenleben buddhistischer Klöster entspricht; es sind eigentlich eher Einzelzellen für asketisch lebende Mönche. Nur wenige Höhlen haben breitgelagerte, aber nicht sehr tiefe Vorhallen, doch sind von dort aus lediglich Einzelzellen in die rückwärtige Felswand gehauen. Darüber hinaus sind diese Zellen auch noch in unterschiedlichen Höhen angebracht, so dass sich keine dominante Hauptebene – wie z. B. in Ajanta oder Ellora – ergibt. Auch ein gemeinschaftlicher Kultraum ist nicht vorhanden, denn Asketen sind in der Regel Einzelgänger und Einzeldenker.
Lediglich die – oft von zu den frühesten der Weltarchitektur gehörenden Kielbögen überhöhten – Eingänge verfügen manchmal über Dekormotive; das Innern der Zellen dagegen ist vollkommen schmucklos. Im Regelfall kann man im Innern der meist fensterlosen Zellen nicht einmal aufrecht stehen; sie eignen sich somit nur als überdachter – und somit vor Sonne und Regen geschützter – Meditations- und Schlafplatz, wobei letzteres wegen der kleinen Ausmaße nur mit angewinkelten Beinen möglich ist.
Die Höhlen Nr. 10 von Udayagiri (Ganeshagumpha) und Nr. 3 von Khandagiri (Ananta gumpha) zeigen in den jeweiligen Vorhallen Stützelemente, wie sie ansonsten nur in der Holzarchitektur und – in entwickelterer Form – in den hinduistischen Tempeln des indischen Hochmittelalters (Khajuraho, Bhubaneswar etc.) zu finden sind.

Bilder von Einzelzellen
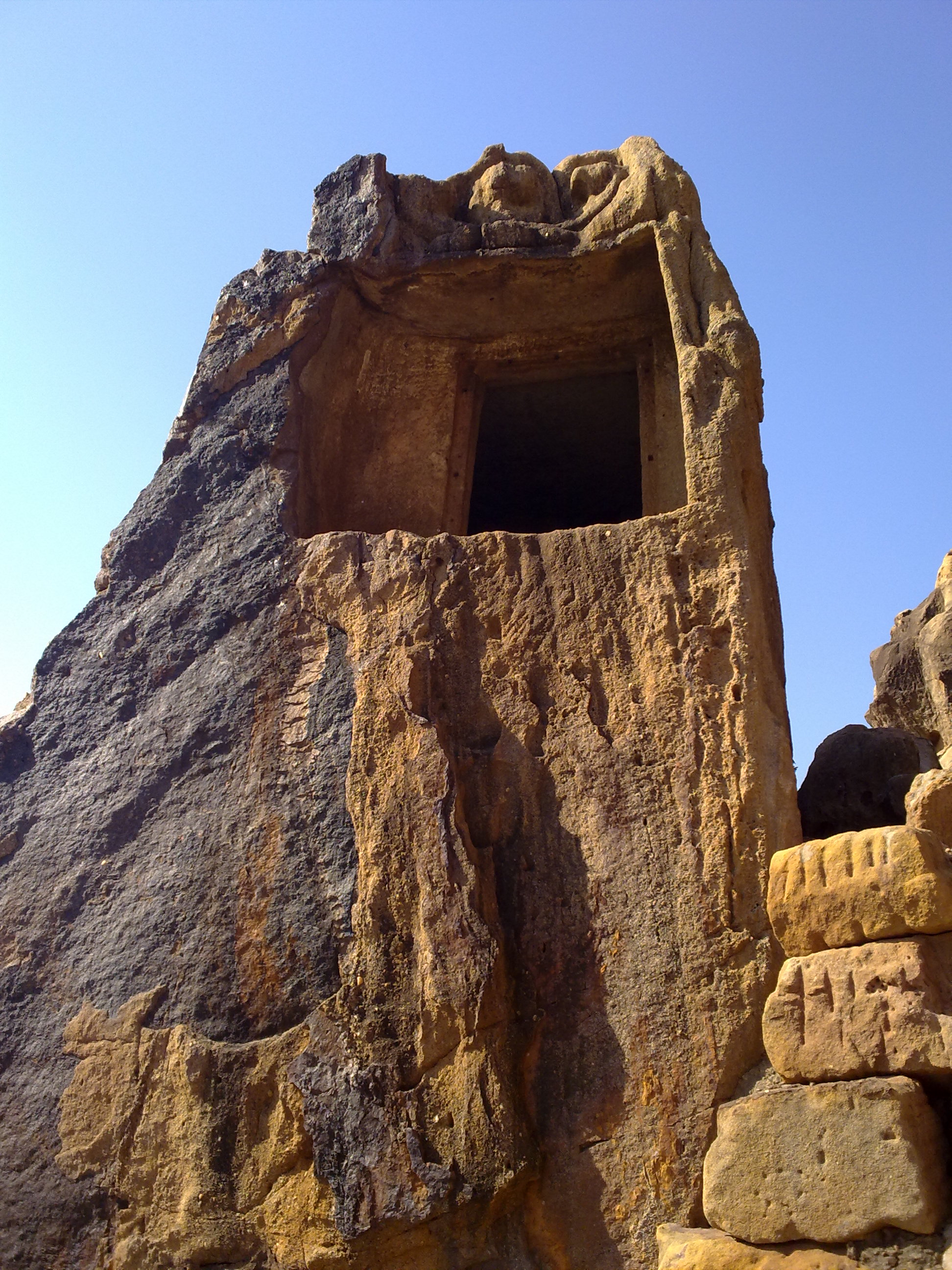
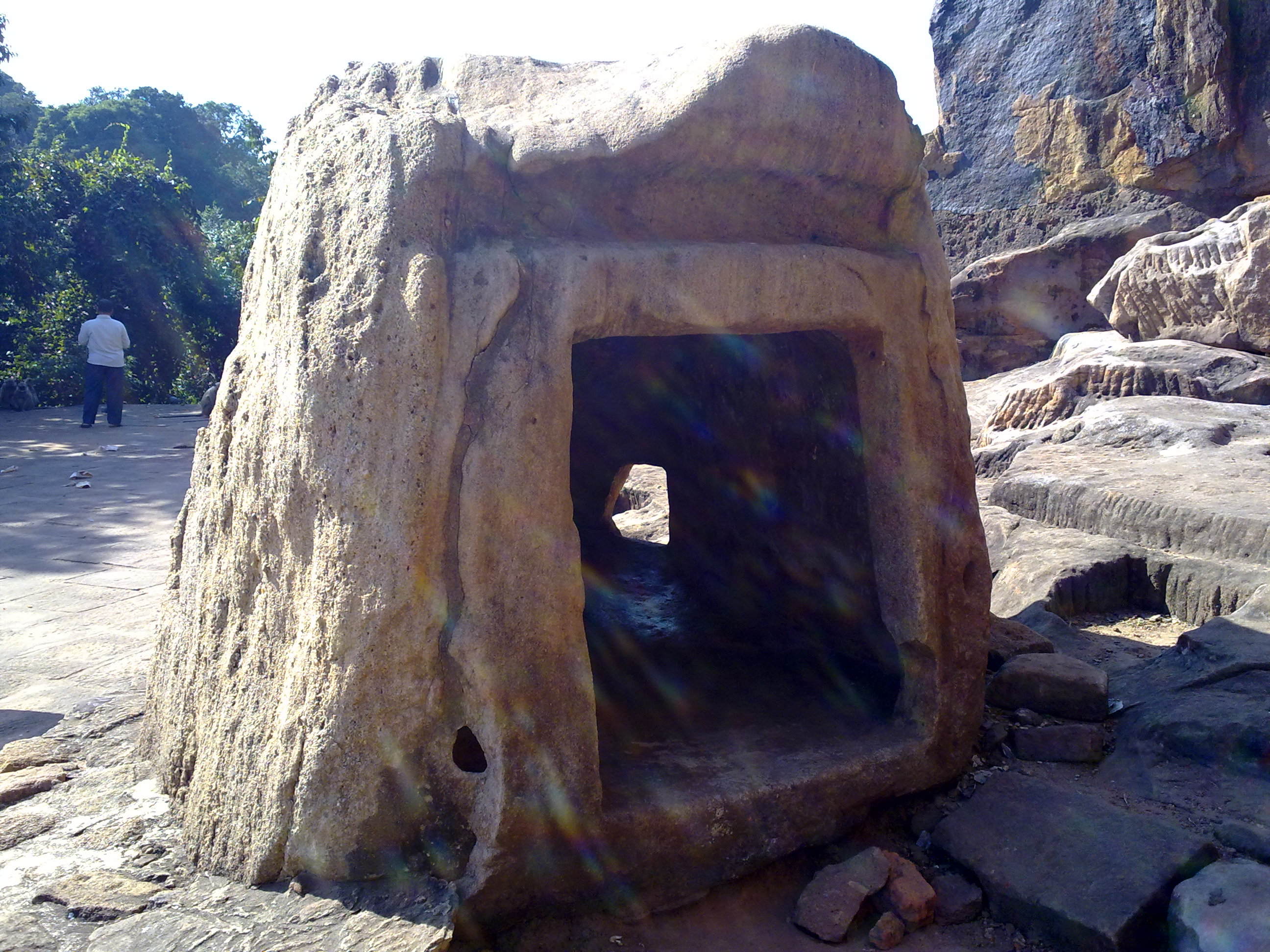
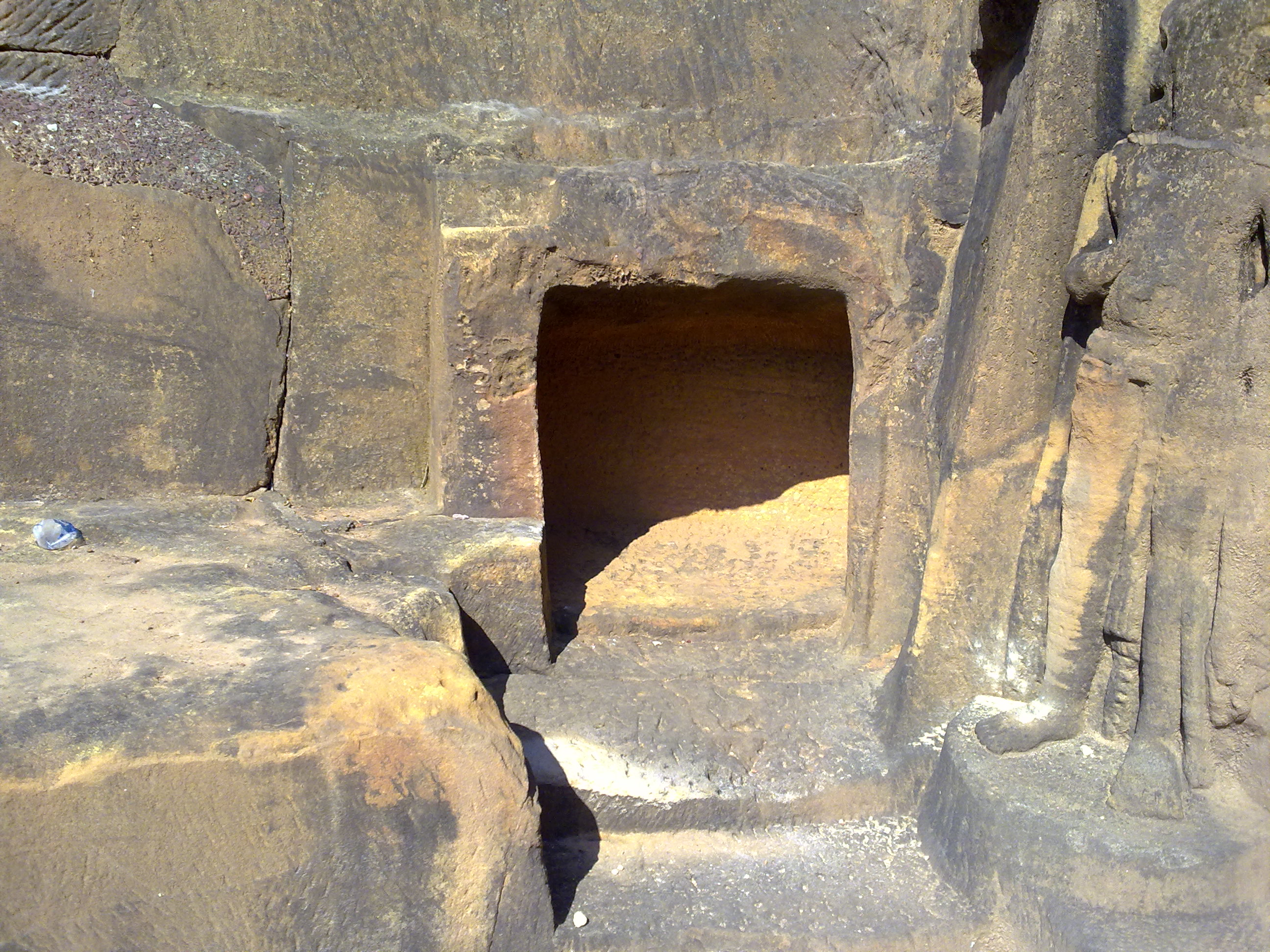
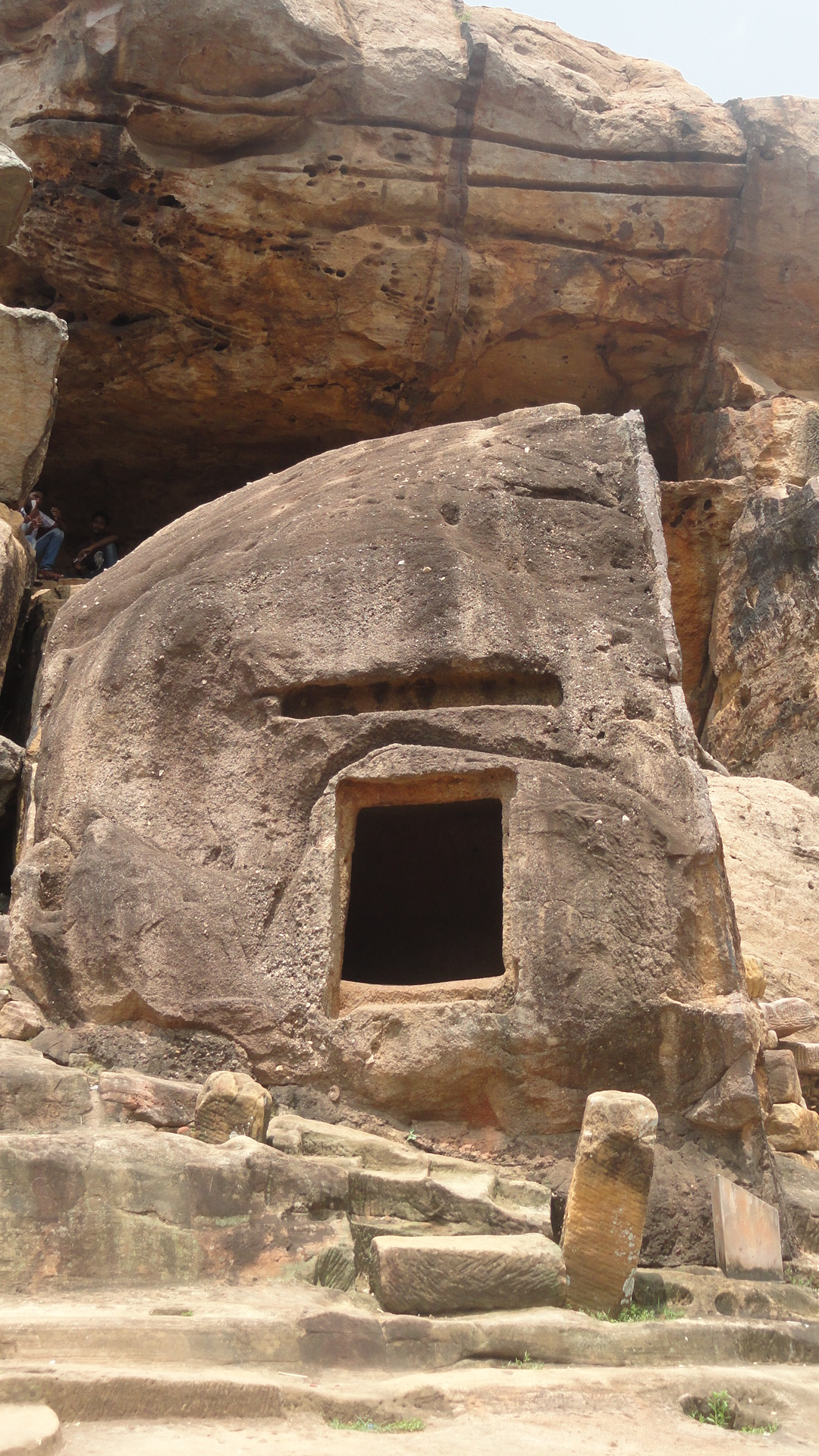
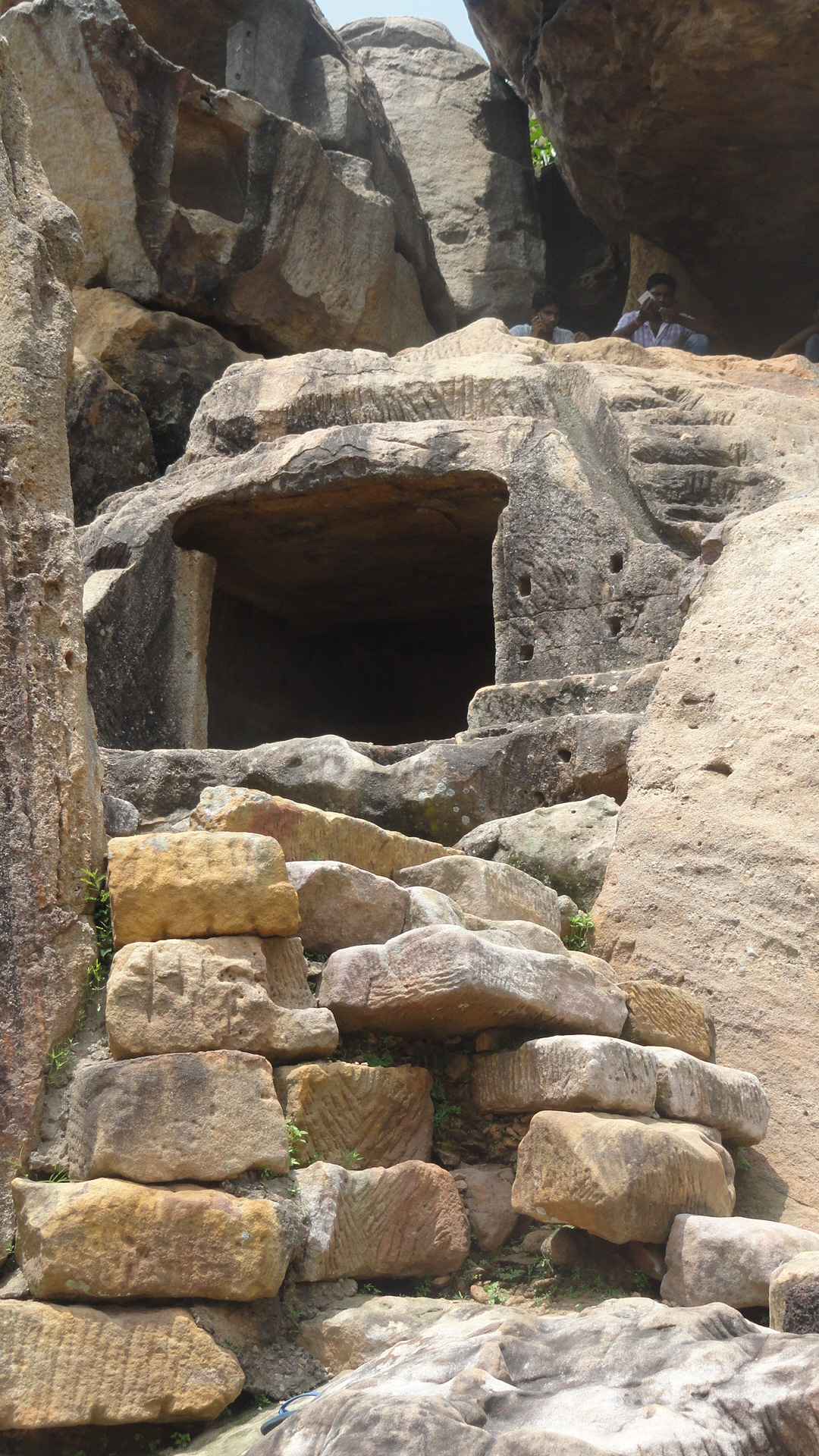
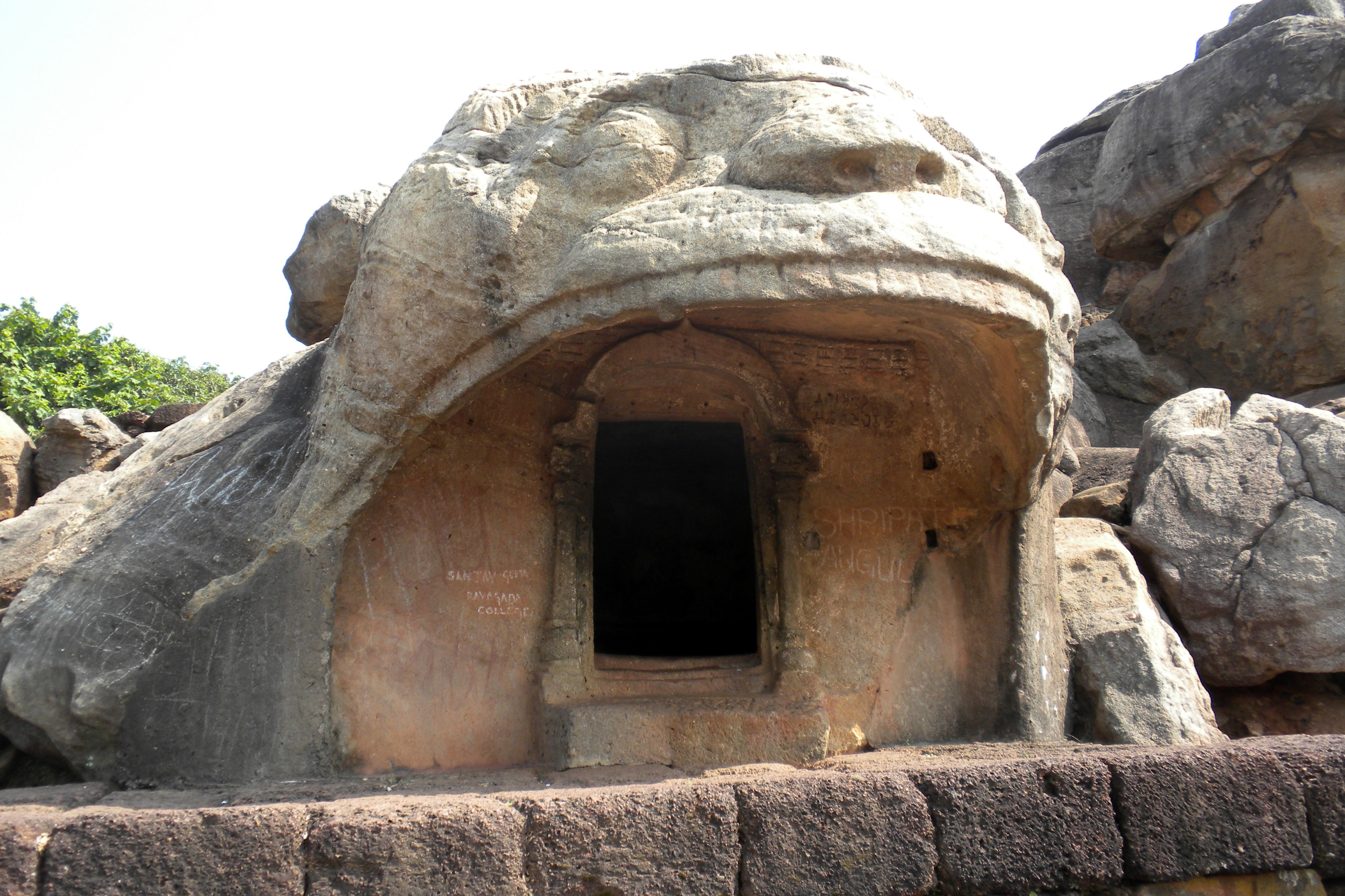

## Skulptur
Auffällig ist die Tatsache, dass an keiner Stelle Kultbilder von Jain-Tirthankaras zu finden sind. Die Forscher sehen darin ein weiteres Indiz für die frühe Bauzeit, denn – ähnlich der buddhistischen Kunst – haben sich auch in der jainistischen Kunst figürliche Darstellungen der verehrten Personen erst relativ spät (2./3. Jahrhundert n. Chr.) herausgebildet. Andere Bildthemen wie Prozessionen, Darstellungen von Elefanten mit Blumenkränzen oder das in allen indischen Religionen beliebte Thema der Gajalakshmi wurden hingegen gerne über den Eingängen zu den Zellen dargestellt. Der Eingangsbereich zur Höhle 12 von Udayadiri (Vyaghragumpha) ist sogar insgesamt als aufgerissener Löwen- oder Tigerrachen gestaltet.

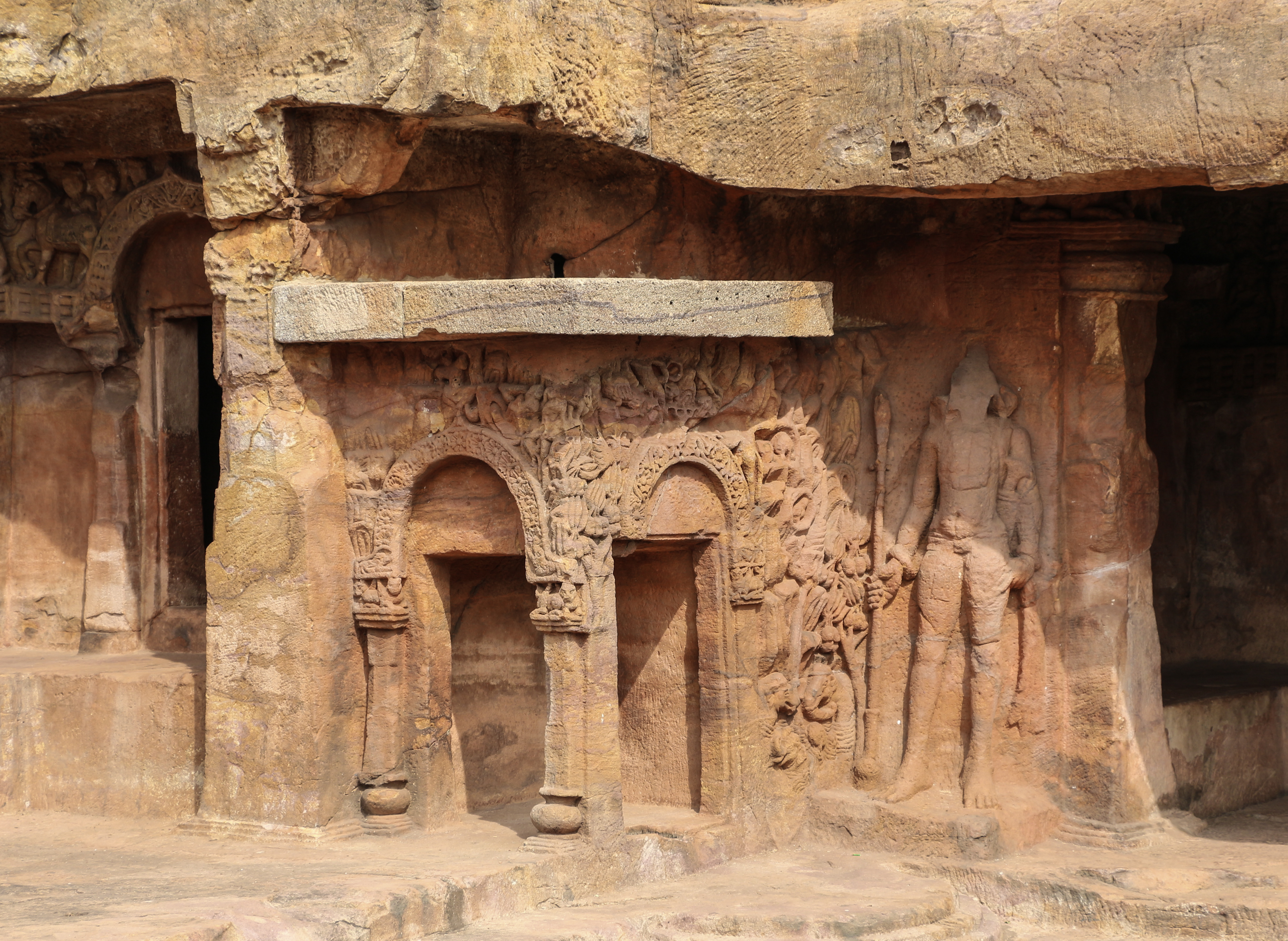
Udayagiri, Höhle Nr. 1
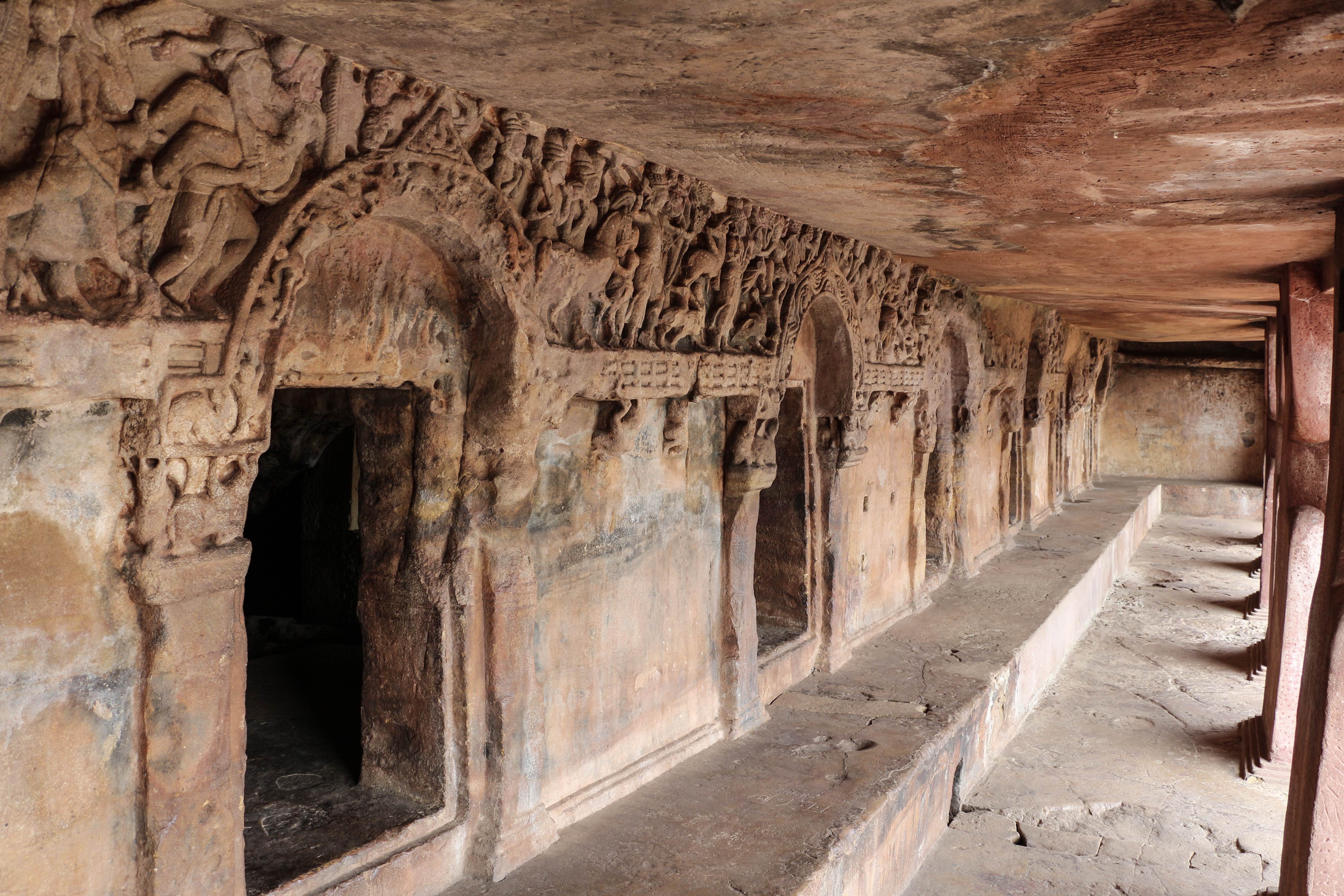
Udayagiri, Höhle Nr. 1
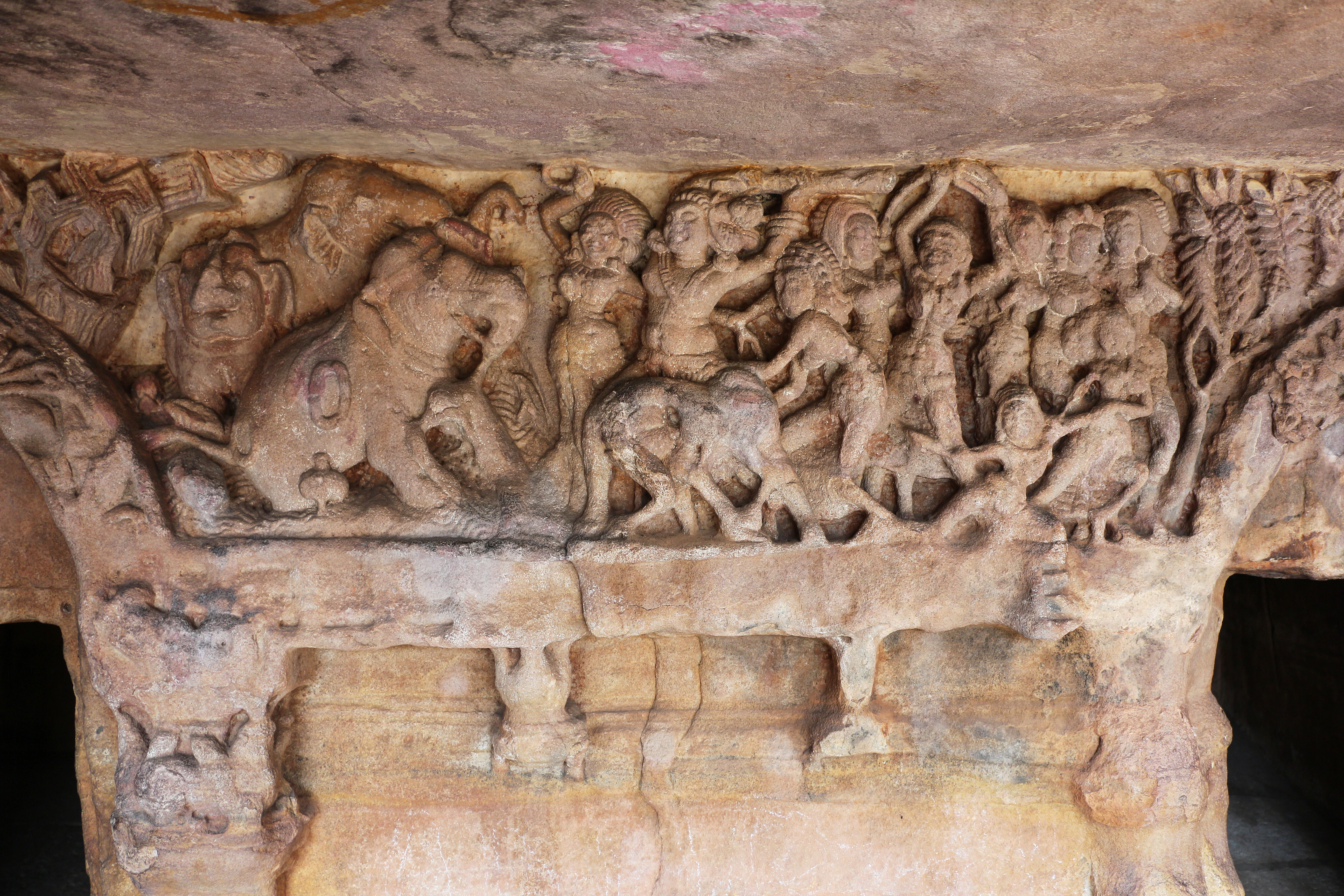
Udayagiri, Höhle Nr. 1
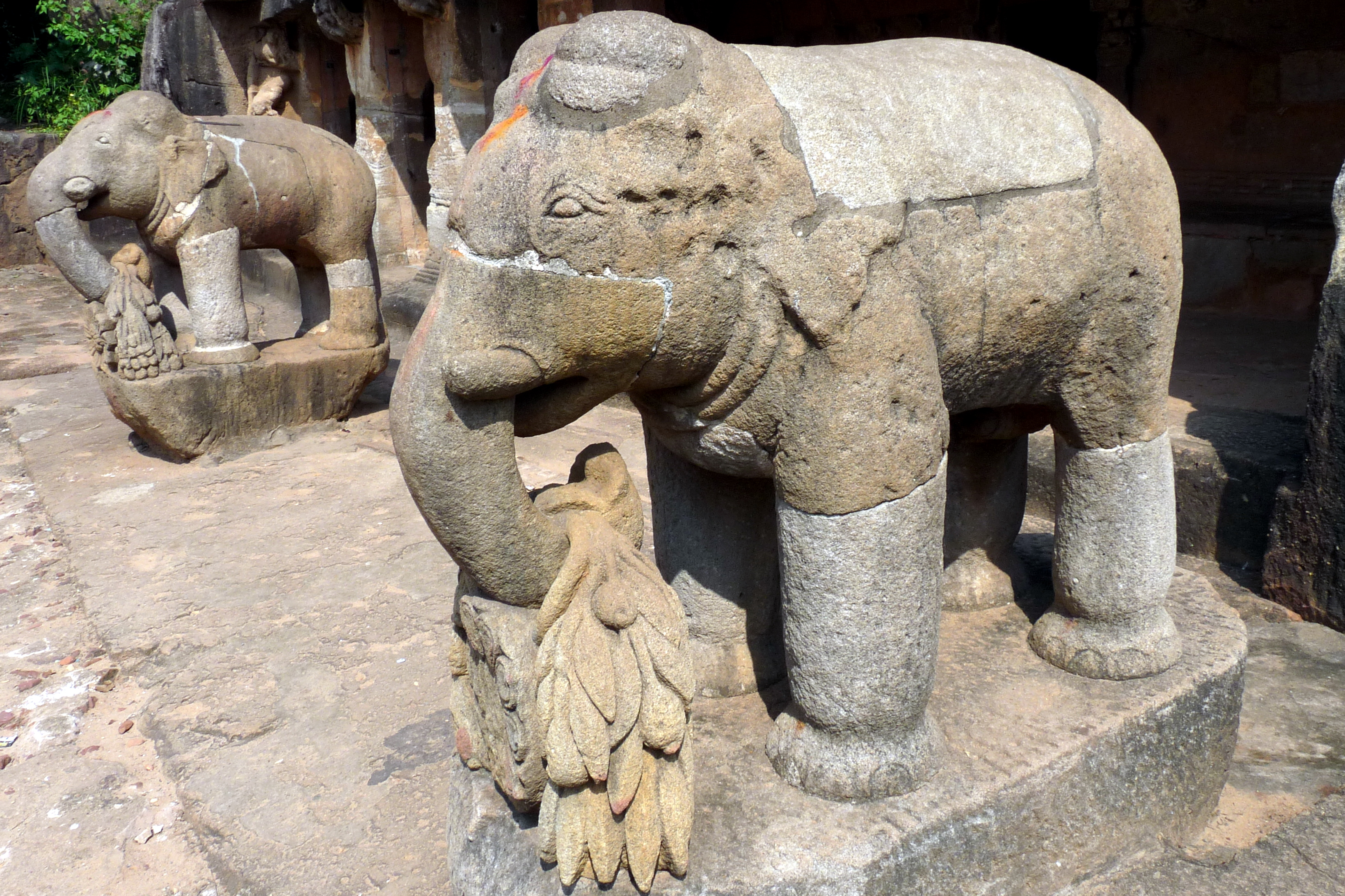
Udayagiri, Höhle Nr. 10
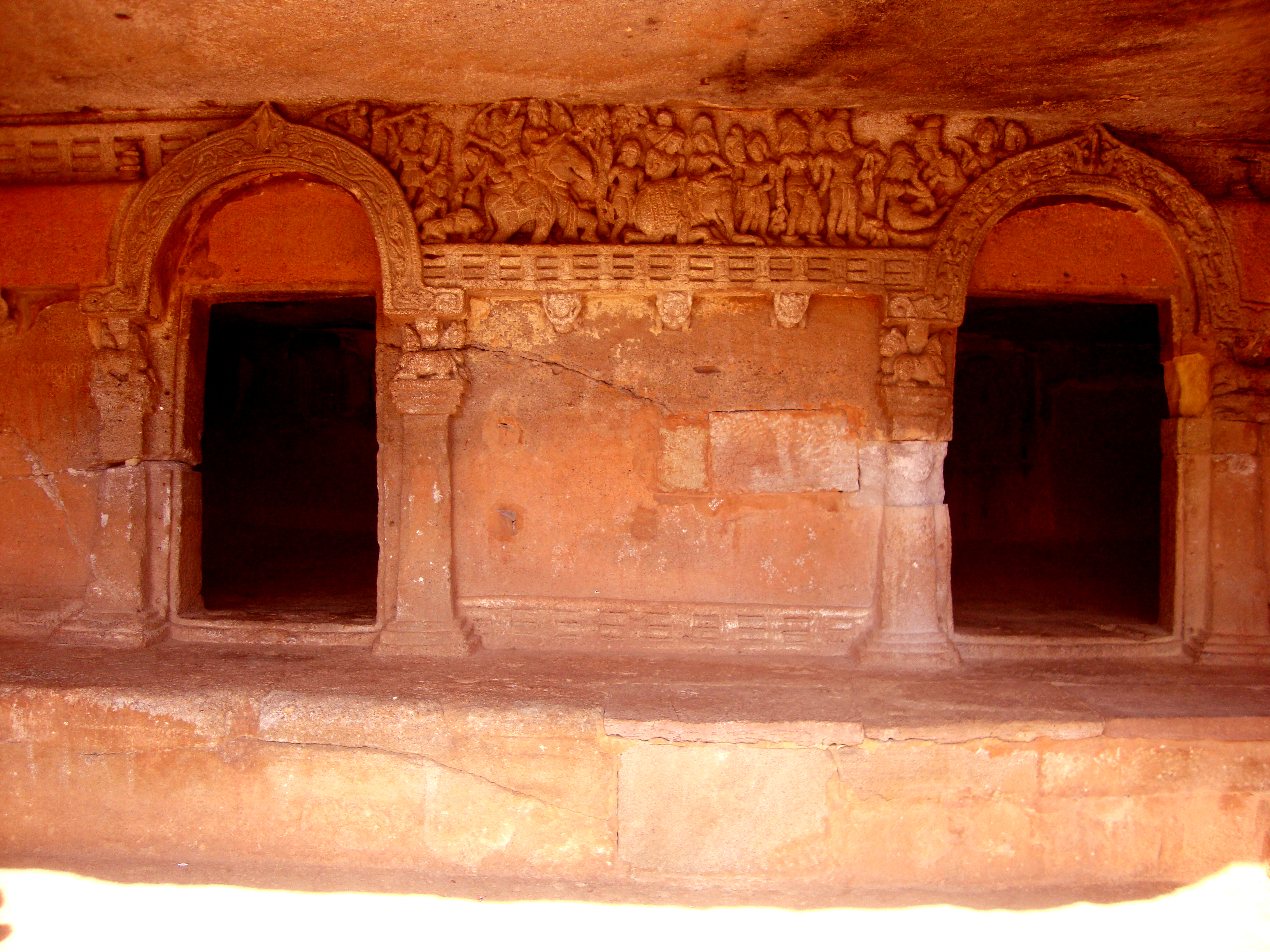
Kandhagiri, Höhle Nr. 3

## Höhlen

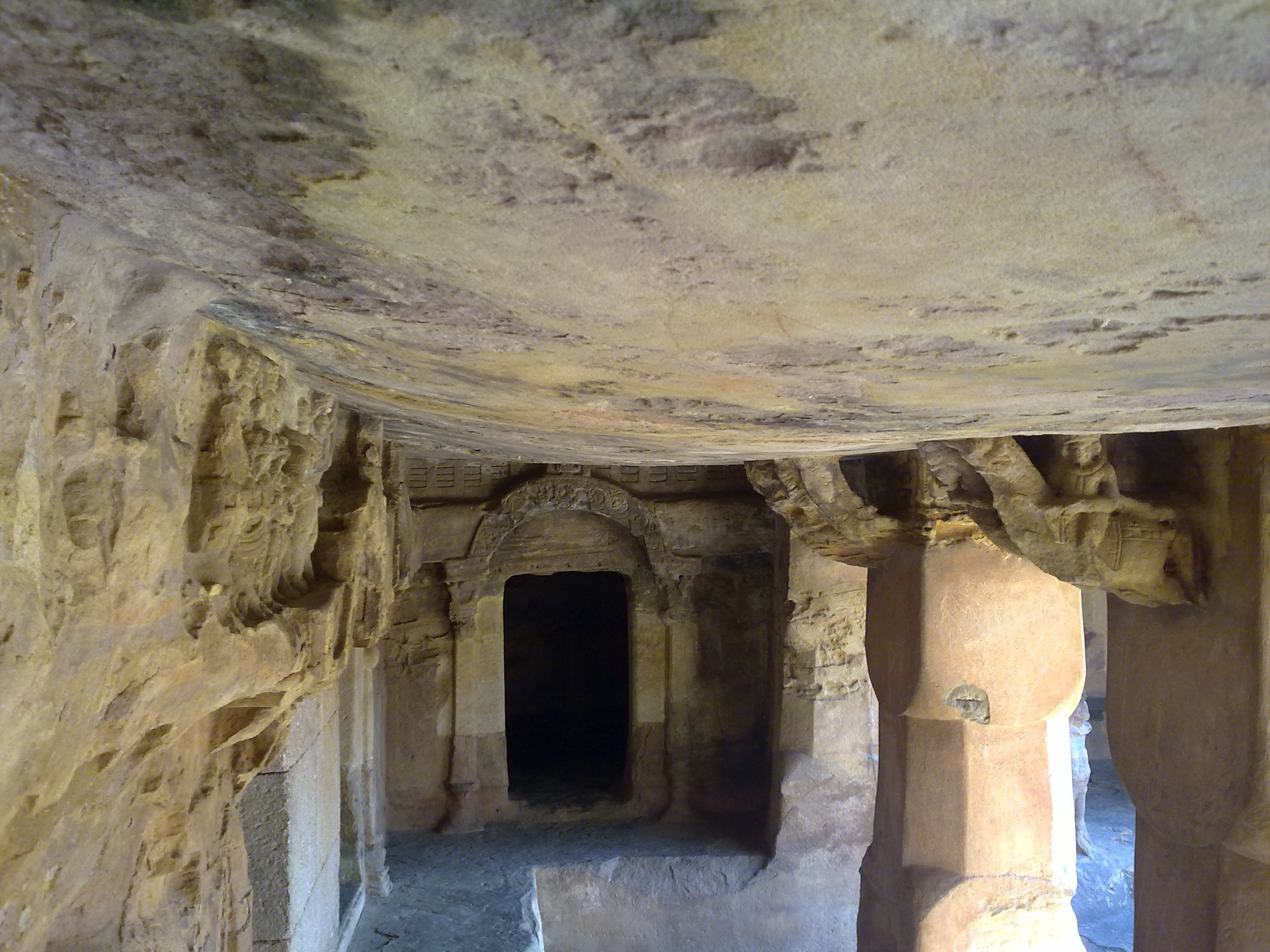
Khandagiri, Höhle Nr. 3 (Ananta Gumpha)

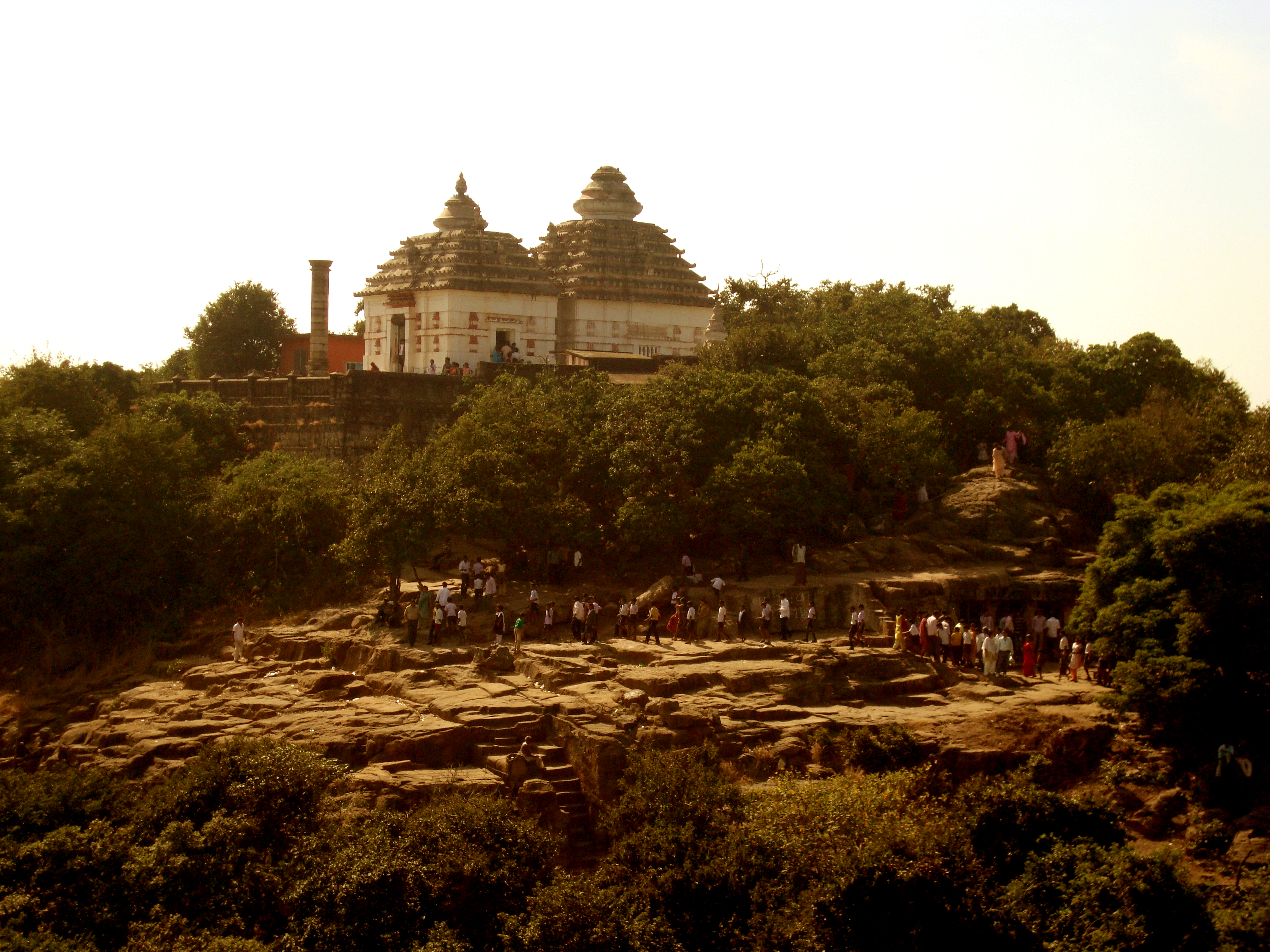
Khandagiri, Jain-Tempel (19. Jh.)

| Udayagiri-Höhlen | Khandagiri-Höhlen |
| 1. Ranigumpha 2. Bajagharagumpha 3. Chota Hathigumpha 4. Alkapurigumpha 5. Jaya-vijayagumpha 6. Panasagumpha 7. Thakuranigumpha 8. Patalapurigumpha 9. Mancapurigumpha 10. Ganeshagumpha 11. Jambesvaragumpha 12. Vyaghragumpha 13. Sarpagumpha 14. Hathigumpha 15. Dhanagharagumpha 16. Haridasagumpha 17. Jagammathgumpha | 1. Tatowa gumpha Nr. 1 2. Tatowa gumpha Nr. 2 3. Ananta gumpha 4. Tentuli gumpha 5. Khandagiri gumpha 6. Dhyana gumpha 7. Navamuni gumpha 8. Barabhuji gumpha 9. Trusula gumpha 10. Ambika gumpha 11. Lalatendukesari gumpha 12. unbenannt 13. unbenannt 14. Ekadasi gumpha 15. unbenannt 16. Rosaigumpha |